# 古洞北福利服務綜合大樓

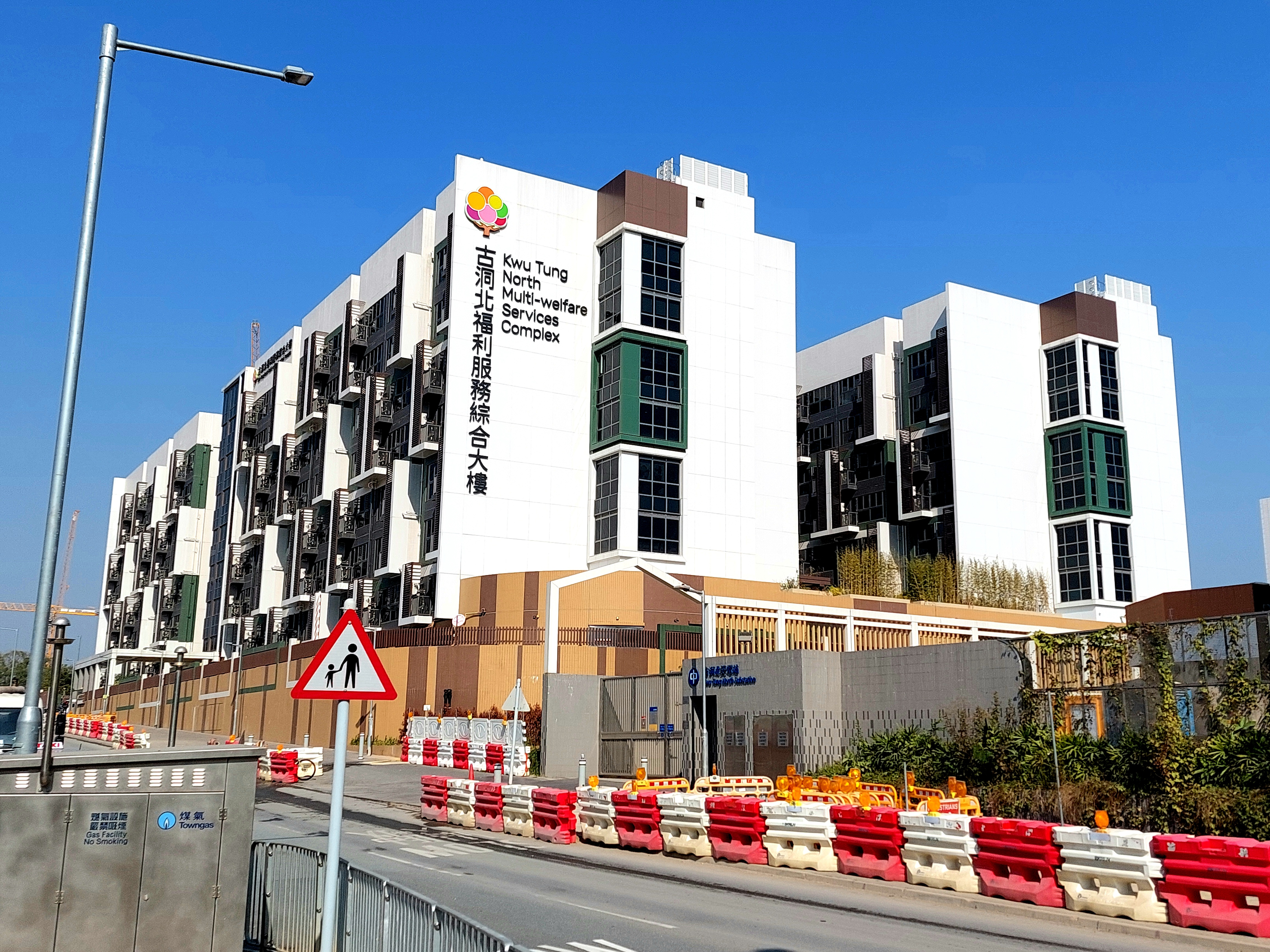
古洞北福利服務綜合大樓

古洞北福利服務綜合大樓（英語：Kwu Tung North Multi-Welfare Services Complex），是香港新界北區古洞柏壽路6號的一座安老院大樓，總建築面積4.4萬平方米。

## 歷史
古洞北福利服務綜合大樓由瑞安建業興建，屬於古洞北新發展區的先導項目，負責接收受清拆石仔嶺花園影響而需要搬遷的安老院舍，並實現「先安置、後清拆」。大樓以組裝合成方法興建，貫徹「以人為本」理念，於2019年年底動工，7間安老院於2023年8月起全部投入使用。

## 設施
古洞北福利服務綜合大樓樓高8層，一至七樓各設有一間安老院，各自提供250個安老宿位，合共1750個安老宿位，一及二樓各自設有長者日間護理單位，地下用作展能中心及嚴重智障人士宿舍，以及嚴重殘疾人士護理院。政府亦為大樓提供樂齡科技設施及產品，包括非接觸式維生指數監察系統、離床及跌倒警報系統、按預定時間巡房及支援虛擬探訪的智能機械人等等，將樂齡科技融入建築設計，提升安老院舍居民的生活質素和院舍的服務效率。

## 建築設計
由於大樓就位於高速公路外，因此外牆有「建築鰭片」阻隔交通噪音，室內設計就以「智慧之樹」為主題，有不同顏色的水果圖案，象徵長者累積豐碩成果。大樓亦設有戶外綠化空間、屋頂花園、上落停車位等。